# Google Cloud Storage
El Google Cloud Storage (traducido como Almacenamiento en la Nube de Google) es un servicio de almacenamiento de archivos en línea RESTful para almacenar y acceder a datos en la infraestructura de Google cloud Platform. El servicio combina el rendimiento y la escalabilidad de la nube de Google con capacidades avanzadas de seguridad y uso compartido. Es una Infraestructura como Servicio (IaaS), comparable al servicio de almacenamiento en línea de Amazon S3. Al contrario de Google Drive  y según las diferentes especificaciones de servicio, Google Cloud Storage parece ser más adecuado para las empresas.

## Viabilidad
La activación de usuario se proporciona a través de la API Developer Console.  Los titulares de cuentas de Google deben primero acceder al servicio iniciando sesión y luego aceptando los Términos de Servicio, y luego habilitando una estructura de facturación.

## Diseño
El almacenamiento de Google (GS) almacena objetos (originalmente limitados a 100 GiB, actualmente hasta 5 TiB) que se organizan en agrupaciones (como en Amazon S3) identificados dentro de cada grupo mediante una clave exclusiva asignada por el usuario. Todas las  solicitudes se autorizan mediante una lista de control de acceso asociada con cada agrupación y cada objeto. Los nombres de agrupaciones y las claves se eligen de modo que los objetos sean direccionables mediante las URLs de HTTP:
- https://storage.googleapis.com/bucket/object
- http://bucket.storage.googleapis.com/object
- https://storage.cloud.google.com/bucket/object

## Características
El Almacenamiento de Google ofrece cuatro clases de almacenamiento, idénticas en rendimiento, latencia y durabilidad. Las cuatro clases, almacenamiento multirregional, almacenamiento regional, almacenamiento de línea cercana y almacenamiento de línea fría, difieren en sus precios, duración mínima de almacenamiento y disponibilidad.
- Interoperabilidad -  El almacenamiento de Google es interoperable con otras herramientas de almacenamiento de la nube y bibliotecas que trabajan con servicios como Amazon S3 y Eucalyptus Systems. [dubious]
- Consistencia - Las operaciones de carga del almacenamiento de Google son atómicas, lo que proporciona una gran coherencia de lectura y escritura para todas las operaciones de carga.
- Control de acceso - El almacenamiento de Google utiliza listas de control (ACLs, por sus siglás en inglés) para administrar el acceso a objetos y agrupaciones. Una ACL consta de una o más entradas, cada una de las cuales otorga un permiso específico para un ámbito. Los permisos definen lo que alguien puede hacer con un objeto o agrupación (por ejemplo, leer o escribir). Los ámbitos definen a quién se aplica el permiso. Por ejemplo, un usuario específico o un grupo de usuarios (como las direcciones de correo electrónico de la cuenta de Google, el dominio de Google Apps, el acceso público, etc.)
- Cargas reanudables - El almacenamiento de Google proporciona una función reanudable de transferencia de datos que permite a los usuarios reanudar las operaciones de carga después de que un fallo de comunicación haya interrumpido el flujo de datos.